# Nissan-lez-Enserune
Nissan-lez-Enserune is een gemeente in het Franse departement Hérault (regio Occitanie). De plaats maakt deel uit van het arrondissement Béziers. Nissan-lez-Enserune telde op 1 januari 2022 4.077 inwoners.
De Tunnel van Malpas (deel van het Canal du Midi) bevindt zich in de gemeente. Ook is hier de archeologische plaats Oppidum d'Ensérune te vinden.

## Geografie
De oppervlakte van Nissan-lez-Enserune bedroeg op 1 januari 2022 29,74 vierkante kilometer; de bevolkingsdichtheid was toen 137,1 inwoners per km².

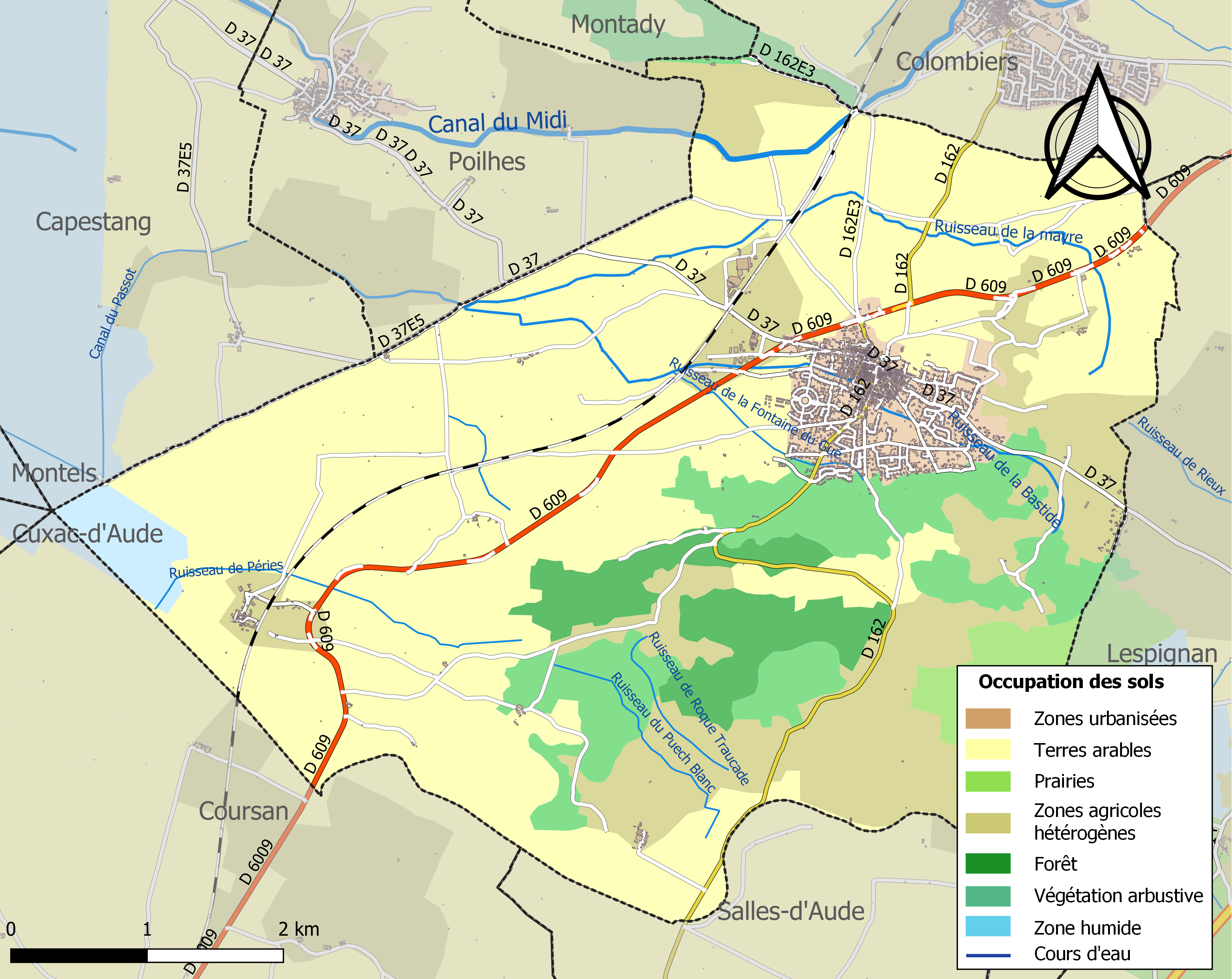
Kaart van de gemeente met belangrijkste infrastructuur, bodemgebruik en omliggende gemeenten

## Demografie
Onderstaande figuur toont het verloop van het inwonertal (bron: INSEE-tellingen).